# 魯容貝羅克區
49°4′54″N 19°18′16″E / 49.08167°N 19.30444°E

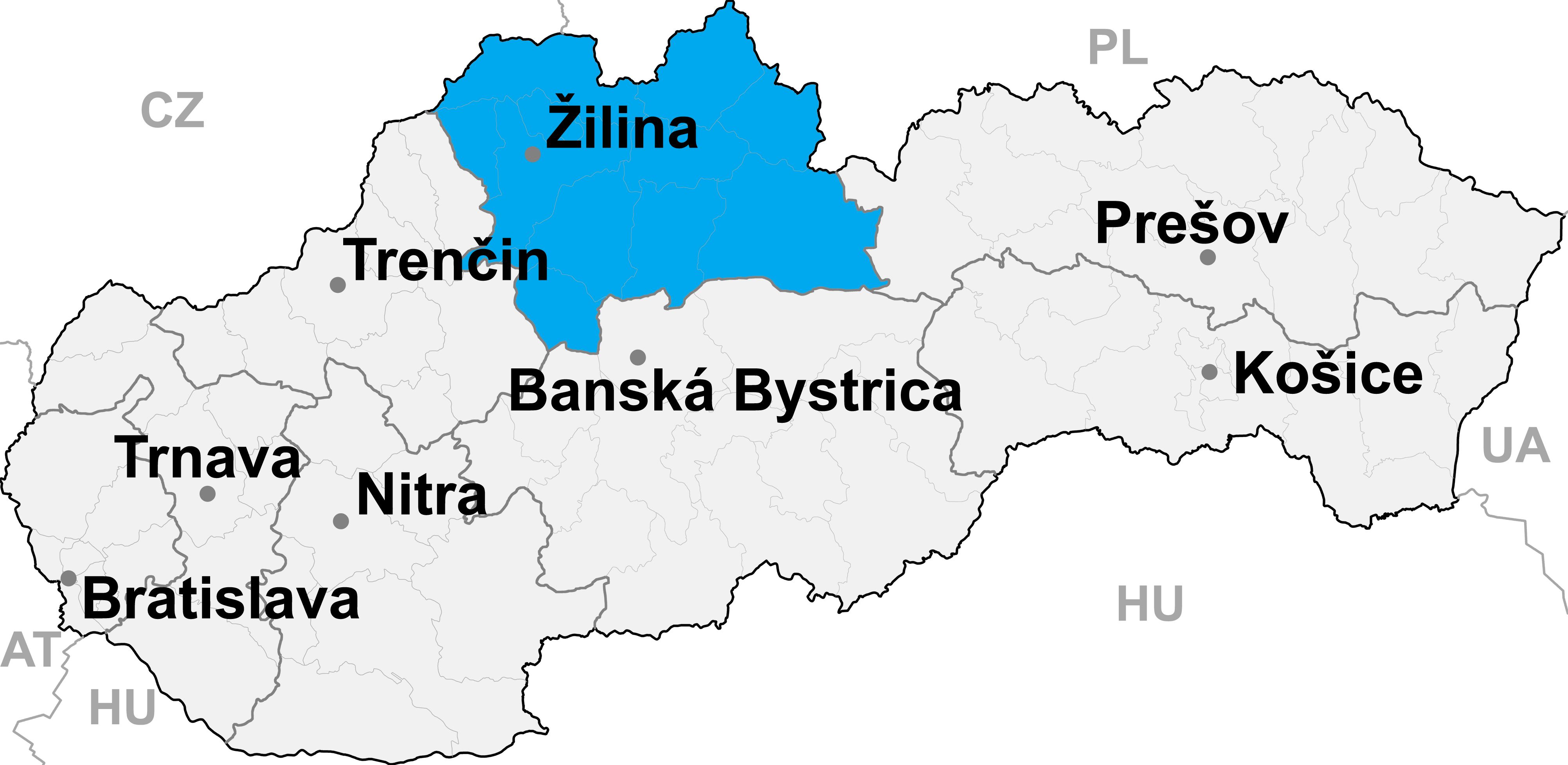

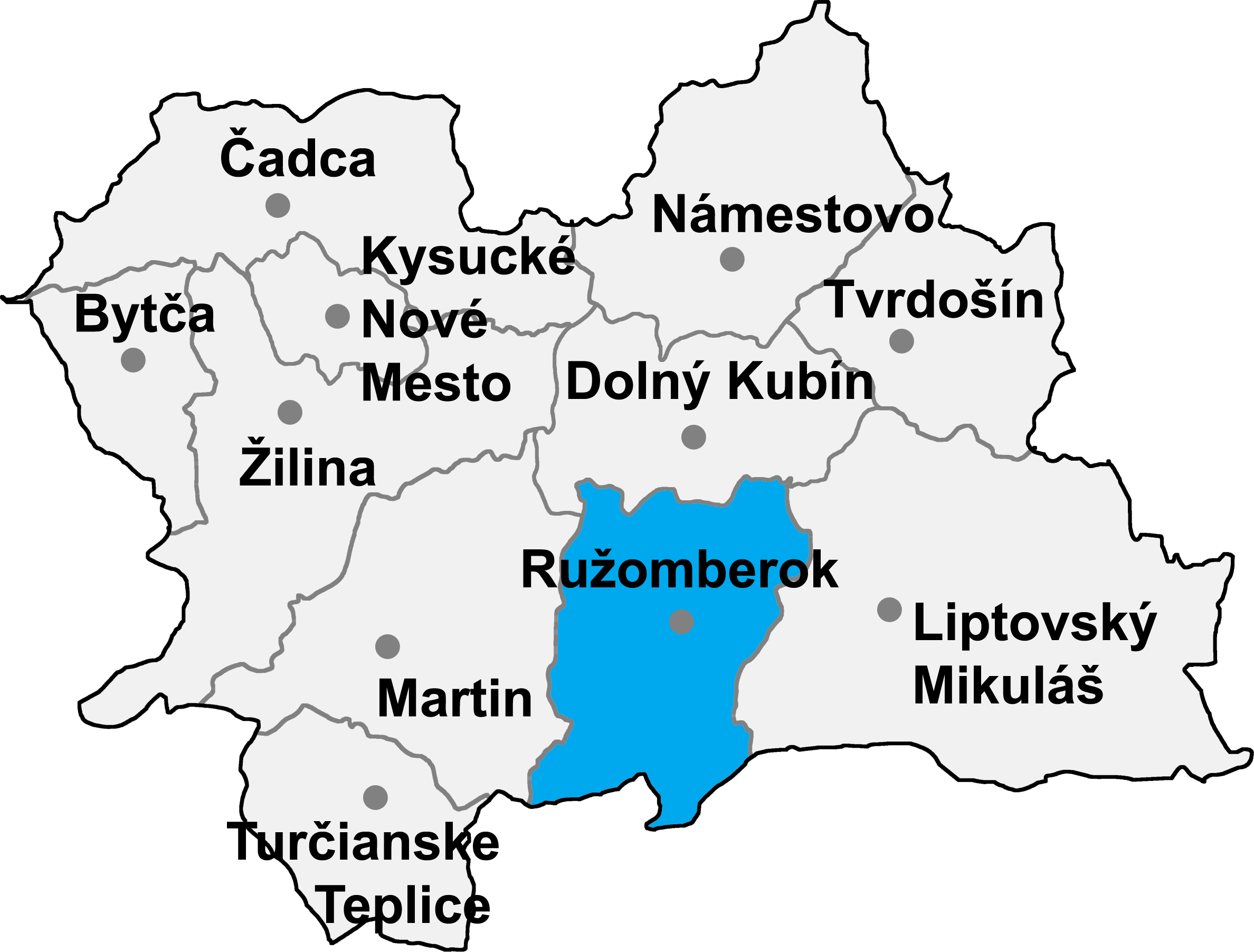

魯容貝羅克區，是斯洛伐克的一個區，位於該國北部，由日利納州負責管轄，面積647平方公里，2001年該區人口59,420，人口密度每平方公里92人。